# Burkina Faso na Letnich Igrzyskach Olimpijskich 2020
Burkina Faso na Letnich Igrzyskach Olimpijskich 2020 – występ kadry sportowców reprezentujących Burkinę Faso na igrzyskach olimpijskich, które odbyły się w Tokio w Japonii, w dniach 23 lipca - 8 sierpnia 2021 roku.
Reprezentacja Burkina Faso liczyła siedmioro zawodników - pięciu mężczyzn i dwie kobiety, którzy wystąpili w 5 dyscyplinach.
Był to dziesiąty start tego kraju na letnich igrzyskach olimpijskich.

## Zdobyte medale
| Medal | Zawodnik             | Dyscyplina    | Konkurencja       | Rezultat | Data       |
| ----- | -------------------- | ------------- | ----------------- | -------- | ---------- |
| Brąz  | Hugues Fabrice Zango | Lekkoatletyka | trójskok mężczyzn | 17,47 m  | 5 sierpnia |

## Skład reprezentacji

### Judo
Mężczyźni
| Zawodnik     | Konkurencja | 1/32             | 1/16             | 1/8              | Ćwierćfinał      | Półfinał         | Repasaż          | Finał/BM         | Finał/BM |
| Zawodnik     | Konkurencja | Przeciwnik Wynik | Przeciwnik Wynik | Przeciwnik Wynik | Przeciwnik Wynik | Przeciwnik Wynik | Przeciwnik Wynik | Przeciwnik Wynik |          |
| ------------ | ----------- | ---------------- | ---------------- | ---------------- | ---------------- | ---------------- | ---------------- | ---------------- | -------- |
| Lucas Diallo | do 73 kg    | BYE              | Bessi P 0–10     | NQ               | NQ               | NQ               | NQ               | NQ               |          |

### Kolarstwo
| Paul Daumont | wyścig ze startu wspólnego mężczyzn | DNF | DNF |

### Lekkoatletyka
Mężczyźni
| Zawodnik             | Konkurencja | Eliminacje | Eliminacje | Finał     | Finał   | Pozycja |
| Zawodnik             | Konkurencja | Odległość  | Miejsce    | Odległość | Miejsce | Pozycja |
| -------------------- | ----------- | ---------- | ---------- | --------- | ------- | ------- |
| Hugues Fabrice Zango | Trójskok    | 16,83 m    | 12. q      | 17,47 m   | 3.      | brąz    |

Kobiety
| Zawodniczka  | Konkurencja |          | 100 m ppł | Skok wzwyż | Pchnięcie kulą | 200 m | Skok w dal | Rzut oszczepem | 800 m | Wynik | Pozycja |
| ------------ | ----------- | -------- | --------- | ---------- | -------------- | ----- | ---------- | -------------- | ----- | ----- | ------- |
| Marthe Koala | Siedmiobój  | Rezultat | 13,07     | 1,74       | 12,94          | DNS   | DNF        | DNF            | DNF   | DNF   | DNF     |
| Marthe Koala | Siedmiobój  | Punkty   | 1114      | 903        | 697            | 0     | DNF        | DNF            | DNF   | DNF   | DNF     |

### Pływanie
Mężczyźni
| Zawodnik        | Konkurencja       | Eliminacje | Eliminacje | Półfinał | Półfinał | Finał | Finał   |
| Zawodnik        | Konkurencja       | Czas       | Miejsce    | Czas     | Miejsce  | Czas  | Miejsce |
| --------------- | ----------------- | ---------- | ---------- | -------- | -------- | ----- | ------- |
| Adama Ouedraogo | 50 m st. dowolnym | 25,22      | 54.        | NQ       | NQ       | NQ    | NQ      |

Kobiety
| Zawodniczka        | Konkurencja       | Eliminacje | Eliminacje | Półfinał | Półfinał | Finał | Finał   |
| Zawodniczka        | Konkurencja       | Czas       | Miejsce    | Czas     | Miejsce  | Czas  | Miejsce |
| ------------------ | ----------------- | ---------- | ---------- | -------- | -------- | ----- | ------- |
| Angelika Ouedraogo | 50 m st. dowolnym | 28,38      | 58.        | NQ       | NQ       | NQ    | NQ      |

### Taekwondo
Mężczyźni
| Zawodnik        | Konkurencja | 1/8              | Ćwierćfinał      | Półfinał         | Repasaż          | Finał/BM         | Finał/BM |
| Zawodnik        | Konkurencja | Przeciwnik Wynik | Przeciwnik Wynik | Przeciwnik Wynik | Przeciwnik Wynik | Przeciwnik Wynik | Miejsce  |
| --------------- | ----------- | ---------------- | ---------------- | ---------------- | ---------------- | ---------------- | -------- |
| Faysal Sawadogo | do 80 kg    | Chramcow P 6–13  | NQ               | NQ               | Kanaet P 10–30   | NQ               | NQ       |